# Escaryus vitimicus
Escaryus vitimicus är en mångfotingart som beskrevs av Titova 1972. Escaryus vitimicus ingår i släktet Escaryus och familjen småjordkrypare. Inga underarter finns listade i Catalogue of Life.